# Franz Martin Pecháček
Franz Martin Pecháček (eller Pechatschek), född den  10 november 1763 i Wildenschwerdt i Böhmen, död den 26 september 1816 i Wien, var en österrikisk violinist och tonsättare. Han var far till Franz Xaver Pecháček. 
Pecháček. som var orkesteranförare vid Kärntnertortheater i Wien, komponerade operor, symfonier och även något kyrkomusik, främst dock dansmusik. 